# 盧卡斯·巴斯克斯
盧卡斯·巴斯克斯·伊格萊西亞斯（西班牙語：Lucas Vázquez Iglesias；1991年7月1日—），是一名西班牙職業足球員，司職右邊鋒。曾效力於西甲俱樂部皇家馬德里。

## 俱樂部生涯

### 皇家馬德里
2015年7月2日，皇家馬德里宣佈以100萬歐元的價格回購巴斯克斯。
2021年6月3日，巴斯克斯簽下了一份為期三年的新合約，讓他在皇家馬德里效力到2024年。

## 荣誉
皇家馬德里
- 西班牙甲組聯賽冠軍：2016/17年、2019/20年、2021/22[3] 、2023/24
- 西班牙超級盃冠軍：2017年、2019年、2022年、2024年
- 歐洲聯賽冠軍盃冠軍：2016年、2017年、2018年、2022年、2024年
- 歐洲超級盃冠軍: 2016年、2017年、2022年、2024年
- 國際足協世界冠軍球會盃冠軍: 2016年、2017年、2018年、2022年
- 国王杯冠军：2023年

## 外部連結
- 盧卡斯·巴斯克斯在BDFutbol中的档案
- Soccerway資料庫：盧卡斯·巴斯克斯